# Pavlivka, Vasîlivka
Pavlivka (în ucraineană Павлівка) este un sat în comuna Peatîhatkî din raionul Vasîlivka, regiunea Zaporijjea, Ucraina.

## Demografie
Componența lingvistică a localității Pavlivka
     Ucraineană (86,78%)
     Rusă (12,07%)
     Belarusă (1,15%)
Conform recensământului din 2001, majoritatea populației localității Pavlivka era vorbitoare de ucraineană (86,78%), existând în minoritate și vorbitori de rusă (12,07%) și belarusă (1,15%).